# Ewa Machut-Mendecka
Ewa Krystyna Machut-Mendecka (9. dubna 1946 Varšava – 4. prosince 2021 tamtéž) byla polská arabistka a islamistka, literární vědkyně, pracující v oddělení arabských a islámských studií na univerzitě ve Varšavě.
V letech 1964-1969 studovala na Varšavské univerzitě arabistiku. Byla studentkou profesora Józefa Bielawského. V roce 1971 studovala na Káhirské univerzitě, a v letech 1975-1976 na Vysoké škole divadelního umění v Káhiře. V roce 1979 získala doktorát s prací Obraz przemian społeczno-politycznych w dramaturgii egipskiej lat 1871-1975. Roku 1993 habilitovala na Fakultě moderních jazyků na univerzitě ve Varšavě s prací Hlavní směry vývoje arabského dramatu. Byla profesorkou od roku 2006.
Ve výzkumu se specializovala na současné literatury arabských zemí se zvláštním zaměřením na arabské drama. Zabývá se také o situací žen v islámu a širším pojetím etnografie arabských zemí.

## Publikace
- Współczesny dramat egipski, Państwowe Wydawnictwo Naukowe, Varšava 1984
- Nowa i współczesna literatura arabska XIX i XX w. Literatura Arabskiego Maghrebu, spoluautoři: Józef Bielawski, Jolanta Kozłowska, Krystyna Skarżyńska-Bocheńska, Ewa Machut-Mendecka Państwowe Wydawnictwo Naukowe, Varšava 1989
- Główne kierunki rozwojowe dramaturgii arabskiej, Wydawnictwa Uniwersytetu Warszawskiego, Varšava 1992
- Być kobietą w Oriencie, spoluautoři: Ewa Machut-Mendecka, Danuta Chmielowska, Barbara Grabowska, Dialog, Varšava 2001
- Archetypy islamu, ENETEIA, Varšava 2003
- Oblicza współczesnego islamu, ACADEMICA Wydawnictwo SWPS, Varšava 2003
- Świat tradycji arabskiej, ENETEIA, Varšava 2005
- Współczesna literatura arabska, v: Historia literatury światowej t.12, Literatury Wschodu, PINNEX, Krakov 2006, s.107-128
- The Art of Arabic Drama. A Study in Typology, Dialog, Varšava 1997
- Studies in Arabic Theatre and Literature, Dialog, Varšava 2000